# Nazionale maschile under 19 di football americano della Svezia
La Nazionale di football americano Under-19 della Svezia è la selezione maschile di football americano della SAFF, che rappresenta la Svezia nelle varie competizioni ufficiali o amichevoli riservate a squadre nazionali Under-19.

## Risultati
Legenda: Grassetto: Risultato migliore, Corsivo: Mancate partecipazioni

## Dettaglio stagioni

### Amichevoli
| Stagione | Vin | Par | Per | Tot | PF  | PS  | avversaria       |
| -------- | --- | --- | --- | --- | --- | --- | ---------------- |
| 1992     | 1   | 0   | 0   | 1   | 28  | 3   | Finlandia        |
| 1993     | 1   | 0   | 0   | 1   | 15  | 14  | Finlandia        |
| 1994     | 0   | 0   | 1   | 1   | 0   | 20  | Finlandia        |
| 1995     | 0   | 0   | 1   | 1   | 8   | 50  | Finlandia        |
| 1996     | 1   | 0   | 0   | 1   | 26  | 25  | Finlandia        |
| 1998     | 1   | 0   | 0   | 1   | 19  | 0   | Finlandia        |
| 2010     | 1   | 0   | 1   | 2   | 11  | 20  | Francia, Austria |
| Totale   | 5   | 0   | 4   | 9   | 117 | 146 |                  |

### Tornei

#### Campionato mondiale
| Stagione | regular season | regular season | regular season | regular season | regular season | regular season | playoff | playoff | playoff | playoff | playoff | playoff       | playoff     |
|          | Vin            | Par            | Per            | Tot            | PF             | PS             | Vin     | Per     | Tot     | PF      | PS      | risultato     | avversaria  |
| -------- | -------------- | -------------- | -------------- | -------------- | -------------- | -------------- | ------- | ------- | ------- | ------- | ------- | ------------- | ----------- |
| 2009     |                |                |                |                |                |                | 1       | 2       | 3       | 24      | 69      | Sesto posto   | Germania    |
| 2012     |                |                |                |                |                |                | 1       | 2       | 3       | 54      | 104     | Settimo posto | Panama      |
| 2018     | 1              | 0              | 1              | 2              | 25             | 55             | 0       | 1       | 1       | 9       | 61      | Quarto posto  | Stati Uniti |
| Totale   | 1              | 0              | 1              | 2              | 25             | 55             | 2       | 5       | 7       | 87      | 234     |               |             |

Fonte: idrottonline.se

#### Campionato europeo

##### Europeo ante 2022/Europeo A

###### Fase finale
| Stagione | regular season | regular season | regular season | regular season | regular season | regular season | playoff | playoff | playoff | playoff | playoff | playoff       | playoff    |
|          | Vin            | Par            | Per            | Tot            | PF             | PS             | Vin     | Per     | Tot     | PF      | PS      | risultato     | avversaria |
| -------- | -------------- | -------------- | -------------- | -------------- | -------------- | -------------- | ------- | ------- | ------- | ------- | ------- | ------------- | ---------- |
| 1994     | 3              | 0              | 0              | 3              | 110            | 6              | 1       | 0       | 1       | 30      | 0       | Terzo posto   | Francia    |
| 1996     | 2              | 0              | 0              | 2              | 49             | 33             | 0       | 1       | 1       | 7       | 24      | Secondo posto | Finlandia  |
| 2004     | 1              | 0              | 2              | 3              | 48             | 76             | 1       | 0       | 1       | 10      | 7       | Quinto posto  | Danimarca  |
| 2006     | 2              | 0              | 1              | 3              | 74             | 74             | 0       | 1       | 1       | 13      | 42      | Quarto posto  | Austria    |
| 2008     | 3              | 0              | 0              | 3              | 87             | 13             | 0       | 1       | 1       | 6       | 9       | Secondo posto | Germania   |
| 2011     | 1              | 0              | 1              | 2              | 42             | 31             | 1       | 0       | 1       | 21      | 14      | Terzo posto   | Germania   |
| 2017     | 2              | 0              | 0              | 2              | 87             | 44             | -       | -       | -       | -       | -       | Campioni      | Danimarca  |
| 2019     | -              | -              | -              | -              | -              | -              | 2       | 1       | 3       | 27      | 35      | Secondo posto | Austria    |
| 2022     | -              | -              | -              | -              | -              | -              | 1       | 1       | 2       | 41      | 34      | Secondo posto | Austria    |
| Totale   | 14             | 0              | 4              | 18             | 497            | 277            | 6       | 5       | 11      | 155     | 165     |               |            |

Fonte: idrottonline.se

###### Qualificazioni
| Stagione | regular season | regular season | regular season | regular season | regular season | regular season | playoff | playoff | playoff | playoff | playoff | playoff   | playoff     |
|          | Vin            | Par            | Per            | Tot            | PF             | PS             | Vin     | Per     | Tot     | PF      | PS      | risultato | avversaria  |
| -------- | -------------- | -------------- | -------------- | -------------- | -------------- | -------------- | ------- | ------- | ------- | ------- | ------- | --------- | ----------- |
| 1996     |                |                |                |                |                |                | 1       | 0       | 1       | 46      | 12      |           | Danimarca   |
| 1998     |                |                |                |                |                |                | 0       | 1       | 1       | 14      | 18      |           | Russia      |
| 2002     |                |                |                |                |                |                | 0       | 1       | 1       | 20      | 34      |           | Francia     |
| 2004     |                |                |                |                |                |                | 2       | 0       | 2       | 70      | 6       |           | Paesi Bassi |
| 2008     |                |                |                |                |                |                | 1       | 0       | 1       | 32      | 0       |           | Norvegia    |
| 2013     |                |                |                |                |                |                | 1       | 1       | 2       | 53      | 39      |           | Danimarca   |
| 2015     | 1              | 0              | 1              | 2              | 12             | 31             |         |         |         |         |         |           | Danimarca   |
| Totale   | 1              | 0              | 1              | 2              | 12             | 31             | 5       | 3       | 8       | 235     | 109     |           |             |

Fonte: idrottonline.se

#### Campionato nordico
| Stagione | regular season | regular season | regular season | regular season | regular season | regular season | playoff | playoff | playoff | playoff | playoff | playoff       | playoff    |
|          | Vin            | Par            | Per            | Tot            | PF             | PS             | Vin     | Per     | Tot     | PF      | PS      | risultato     | avversaria |
| -------- | -------------- | -------------- | -------------- | -------------- | -------------- | -------------- | ------- | ------- | ------- | ------- | ------- | ------------- | ---------- |
| 1997     | -              | -              | -              | -              | -              | -              | 1       | 1       | 2       | 61      | 7       | Secondo posto | Finlandia  |
| 2001     | 2              | 0              | 0              | 2              | 89             | 28             | -       | -       | -       | -       | -       | Campioni      | Finlandia  |
| 2003     | -              | -              | -              | -              | -              | -              | 1       | 1       | 2       | 60      | 7       | Secondo posto | Finlandia  |
| 2005     | -              | -              | -              | -              | -              | -              | 1       | 1       | 2       | 42      | 21      | Terzo posto   | Norvegia   |
| 2007     | -              | -              | -              | -              | -              | -              | 2       | 0       | 2       | 36      | 0       | Campioni      | Finlandia  |
| 2009     | -              | -              | -              | -              | -              | -              | 2       | 0       | 2       | 89      | 11      | Campioni      | Danimarca  |
| 2010     | -              | -              | -              | -              | -              | -              | 2       | 0       | 2       | 62      | 19      | Campioni      | Finlandia  |
| 2012     | 2              | 0              | 0              | 2              | 82             | 20             | -       | -       | -       | -       | -       | Campioni      | Finlandia  |
| 2014     | 2              | 0              | 0              | 2              | 45             | 20             | -       | -       | -       | -       | -       | Campioni      | Danimarca  |
| 2016     | 1              | 0              | 1              | 2              | 62             | 43             | -       | -       | -       | -       | -       | Secondo posto |            |
| 2018     | -              | -              | -              | -              | -              | -              | 2       | 0       | 2       | 65      | 12      | Campioni      | Finlandia  |
| Totale   | 7              | 0              | 1              | 8              | 278            | 131            | 11      | 3       | 14      | 395     | 77      |               |            |

Fonte: idrottonline.se

### Riepilogo partite disputate
| Anno              | Luogo             | Evento             | Fase del torneo             | Incontro             | Risultato  |
| 1992              | Heinola           | Amichevole         |                             | Finlandia - Svezia   | 3 - 28     |
| 1993              | Stoccolma         | Amichevole         |                             | Svezia - Finlandia   | 15 - 14    |
| 1994              | Berlino           | Europeo            | Girone                      | Svezia - Svizzera    | 37 - 0     |
| 1994              | Berlino           | Europeo            | Girone                      | Svezia - Italia      | 28 - 0     |
| 1994              | Berlino           | Europeo            | Girone                      | Svezia - Spagna      | 45 - 6     |
| 1994              | Berlino           | Europeo            | Finale 3º - 4º posto        | Svezia Francia       | 30 - 0     |
| 1994              | Helsinki          | Amichevole         |                             | Finlandia - Svezia   | 20 - 0     |
| 1995              | Uppsala           | Amichevole         |                             | Svezia - Finlandia   | 8 - 50     |
| 1996              | Copenaghen        | Europeo            | Qualificazioni              | Danimarca - Svezia   | 12 - 46    |
| 1996              | Germania          | Europeo            | Girone                      | Svezia - Svizzera    | 35 - 20    |
| 1996              | Germania          | Europeo            | Girone                      | Germania - Svezia    | 13 - 14    |
| 1996              | Germania          | Europeo            | Finale                      | Finlandia - Svezia   | 24 - 7     |
| 1996              | Helsinki          | Amichevole         |                             | Finlandia - Svezia   | 25 - 26    |
| 1997              | Västerås          | Campionato nordico | Semifinale                  | Svezia - Norvegia    | 55 - 0     |
| 1997              | Västerås          | Campionato nordico | Finale                      | Svezia - Finlandia   | 6 - 7      |
| 1998              | Stoccolma         | Europeo            | Qualificazioni              | Svezia - Russia      | 14 - 18    |
| 1998              | Helsinki          | Amichevole         |                             | Finlandia - Svezia   | 19 - 0     |
| 2001              | Helsinki          | Campionato nordico | Girone                      | Svezia - Danimarca   | 58 - 7     |
| 2001              | Helsinki          | Campionato nordico | Girone                      | Finlandia - Svezia   | 21 - 31    |
| 2002              | Amiens            | Europeo            | Qualificazioni              | Francia - Svezia     | 34 - 20    |
| 2003              | Oslo              | Campionato nordico | Semifinale                  | Svezia - Norvegia    | 60 - 0     |
| 2003              | Oslo              | Campionato nordico | Finale                      | Finlandia - Svezia   | 7 - 0 o.t. |
| 2004              | Malmö             | Europeo            | Qualificazioni              | Svezia - Paesi Bassi | 14 - 0     |
| 2004              | Arnhem            | Europeo            | Qualificazioni              | Paesi Bassi - Svezia | 0 - 56     |
| 2004              | Mosca             | Europeo            | Girone                      | Germania - Svezia    | 31 - 21    |
| 2004              | Mosca             | Europeo            | Girone                      | Svezia - Austria     | 14 - 33    |
| 2004              | Mosca             | Europeo            | Girone                      | Finlandia - Svezia   | 12 - 13    |
| 2004              | Mosca             | Europeo            | Finale 5º - 6º posto        | Svezia - Danimarca   | 10 - 7     |
| 2005              | Tyresö            | Campionato nordico | Semifinale                  | Svezia - Danimarca   | 0 - 21     |
| 2005              | Tyresö            | Campionato nordico | Finale 3º - 4º posto        | Svezia - Norvegia    | 42 - 0     |
| 2006              | Stoccolma         | Europeo            | Girone                      | Russia - Svezia      | 7 - 14     |
| 2006              | Stoccolma         | Europeo            | Girone                      | Svezia - Francia     | 14 - 34    |
| 2006              | Stoccolma         | Europeo            | Girone                      | Svezia - Finlandia   | 46 - 33    |
| 2006              | Stoccolma         | Europeo            | Finale 3º - 4º posto        | Austria - Svezia     | 42 - 13    |
| 2007              | Aalborg           | Campionato nordico | Semifinale                  | Danimarca - Svezia   | 0 - 27     |
| 2007              | Aalborg           | Campionato nordico | Finale                      | Svezia - Finlandia   | 9 - 0      |
| 27 aprile 2008    | Stoccolma         | Europeo            | Qualificazioni              | Svezia - Norvegia    | 32 - 6     |
| 12 luglio 2008    | Siviglia          | Europeo            | Girone                      | Svezia - Russia      | 27 - 0     |
| 14 luglio 2008    | Siviglia          | Europeo            | Girone                      | Spagna - Svezia      | 0 - 40     |
| 16 luglio 2008    | Siviglia          | Europeo            | Girone                      | Svezia - Francia     | 20 - 13    |
| 20 luglio 2008    | Siviglia          | Europeo            | Finale                      | Svezia - Germania    | 6 - 9      |
| 27 giugno 2009    | Canton            | Mondiale           | Quarti di finale            | Messico - Svezia     | 41 - 0     |
| 1º luglio 2009    | Canton            | Mondiale           | Primo turno di consolazione | Svezia - Francia     | 24 - 14    |
| 4 luglio 2009     | Canton            | Mondiale           | Finale 5º - 6º posto        | Germania - Svezia    | 14 - 0     |
| 2009              | Kristiansand      | Campionato nordico | Semifinale                  | Norvegia - Svezia    | 0 - 56     |
| 2009              | Kristiansand      | Campionato nordico | Finale                      | Svezia - Danimarca   | 33 - 11    |
| 2010              | Haguenau          | Amichevole         |                             | Francia - Svezia     | 0 - 11     |
| 2010              | Vantaa            | Campionato nordico | Semifinale                  | Svezia - Danimarca   | 34 - 13    |
| 2010              | Vantaa            | Campionato nordico | Finale                      | Finlandia - Svezia   | 6 - 28     |
| 2010              | Vienna            | Amichevole         |                             | Austria - Svezia     | 20 - 0     |
| 28 agosto 2011    | Siviglia          | Europeo            | Girone                      | Svezia - Spagna      | 28 - 10    |
| 1º settembre 2011 | Siviglia          | Europeo            | Girone                      | Francia - Svezia     | 21 - 14    |
| 3 settembre 2011  | Siviglia          | Europeo            | Finale 3º - 4º posto        | Germania - Svezia    | 14 - 21    |
| 27 giugno 2012    | Austin            | Mondiale           | Quarti di finale            | Canada - Svezia      | 43 - 0     |
| 1º luglio 2012    | Austin            | Mondiale           | Primo turno di consolazione | Francia - Svezia     | 41 - 0     |
| 4 luglio 2012     | Austin            | Mondiale           | Finale 7º - 8º posto        | Svezia - Panama      | 54 - 20    |
| 2012              | Örebro            | Campionato nordico | Girone                      | Svezia - Danimarca   | 40 - 20    |
| 2012              | Örebro            | Campionato nordico | Girone                      | Svezia - Finlandia   | 42 - 0     |
| 28 aprile 2013    | Helsingborg       | Europeo            | Qualificazioni              | Svezia - Paesi Bassi | 34 - 12    |
| 20 agosto 2013    | Kristianstad      | Europeo            | Qualificazioni              | Svezia - Danimarca   | 19 - 27    |
| 2014              | Rønne             | Campionato nordico | Girone                      | Svezia - Finlandia   | 19 - 0     |
| 2014              | Rønne             | Campionato nordico | Girone                      | Danimarca - Svezia   | 20 - 26    |
| 8 maggio 2015     | Vejle             | Europeo            | Qualificazioni              | Svezia - Finlandia   | 12 - 0     |
| 10 maggio 2015    | Vejle             | Europeo            | Qualificazioni              | Danimarca - Svezia   | 31 - 0     |
| 2016              | Vantaa            | Campionato nordico | Girone                      | Svezia - Danimarca   | 48 - 13    |
| 2016              | Vantaa            | Campionato nordico | Girone                      | Finlandia - Svezia   | 30 - 14    |
| 13 luglio 2017    | Gentofte          | Campionato europeo | Girone                      | Svezia - Finlandia   | 61 - 30    |
| 14 luglio 2017    | Gentofte          | Campionato europeo | Girone                      | Danimarca - Svezia   | 14 - 26    |
| 14 luglio 2018    | Città del Messico | Mondiale           | Prima fase                  | Canada - Svezia      | 49 - 6     |
| 18 luglio 2018    | Città del Messico | Mondiale           | Prima fase                  | Svezia - Australia   | 19 - 6     |
| 22 luglio 2018    | Città del Messico | Mondiale           | Finale 3º - 4º posto        | Stati Uniti - Svezia | 61 - 9     |
| 19 ottobre 2018   | Kristianstad      | Campionato nordico | Semifinale                  | Svezia - Norvegia    | 38 - 0     |
| 21 ottobre 2018   | Kristianstad      | Campionato nordico | Finale                      | Svezia - Finlandia   | 27 - 12    |
| 29 luglio 2019    | Bologna           | Europeo            | Quarti di finale            | Svezia - Norvegia    | 20 - 7     |
| 1º agosto 2019    | Bologna           | Europeo            | Semifinale                  | Svezia - Francia     | 7 - 0      |
| 4 agosto 2019     | Bologna           | Europeo            | Finale                      | Svezia - Austria     | 0 - 28     |
| 2021              |                   | Campionato nordico | Semifinale                  | Danimarca - Svezia   | 0 - 50     |
| 2021              |                   | Campionato nordico | Finale                      | Svezia - Finlandia   | 47 - 0     |
| 7 luglio 2022     | Vienna            | Europeo            | Semifinale                  | Svezia - Francia     | 31 - 21    |
| 10 luglio 2022    | Vienna            | Europeo            | Finale                      | Austria - Svezia     | 13 - 10    |
| 9 aprile 2023     | Kristianstad      | Europeo            | Semifinale                  | Svezia - Danimarca   | 31 - 17    |
| 16 settembre 2023 | Örebro            | Europeo            | Finale                      | Svezia - Austria     | 24 - 42    |

## Confronti con le altre Nazionali
Questi sono i saldi della Svezia nei confronti delle Nazionali incontrate.

### Saldo positivo
| Nazionale   | Giocate | Vinte | Pareggiate | Perse | PF  | PS  | Ultima vittoria | Ultimo pari | Ultima sconfitta |
| ----------- | ------- | ----- | ---------- | ----- | --- | --- | --------------- | ----------- | ---------------- |
| Norvegia    | 7       | 7     | 0          | 0     | 303 | 13  | 2019            | -           | -                |
| Spagna      | 3       | 3     | 0          | 0     | 113 | 16  | 2011            | -           | -                |
| Paesi Bassi | 3       | 3     | 0          | 0     | 104 | 12  | 2013            | -           | -                |
| Svizzera    | 2       | 2     | 0          | 0     | 72  | 20  | 1996            | -           | -                |
| Panama      | 1       | 1     | 0          | 0     | 54  | 20  | 2012            | -           | -                |
| Italia      | 1       | 1     | 0          | 0     | 28  | 0   | 1994            | -           | -                |
| Australia   | 1       | 1     | 0          | 0     | 19  | 6   | 2018            | -           | -                |
| Danimarca   | 15      | 12    | 0          | 3     | 448 | 213 | 2023            | -           | 2015             |
| Finlandia   | 21      | 14    | 0          | 7     | 439 | 313 | 2021            | -           | 2016             |
| Russia      | 3       | 2     | 0          | 1     | 55  | 25  | 2008            | -           | 1998             |
| Francia     | 10      | 6     | 0          | 4     | 171 | 178 | 2022            | -           | 2012             |

### Saldo negativo
| Nazionale   | Giocate | Vinte | Pareggiate | Perse | PF | PS  | Ultima vittoria | Ultimo pari | Ultima sconfitta |
| ----------- | ------- | ----- | ---------- | ----- | -- | --- | --------------- | ----------- | ---------------- |
| Germania    | 5       | 2     | 0          | 3     | 61 | 82  | 2011            | -           | 2009             |
| Messico     | 1       | 0     | 0          | 1     | 0  | 41  | -               | -           | 2009             |
| Stati Uniti | 1       | 0     | 0          | 1     | 9  | 61  | -               | -           | 2018             |
| Canada      | 2       | 0     | 0          | 2     | 6  | 92  | -               | -           | 2018             |
| Austria     | 6       | 0     | 0          | 6     | 61 | 178 | -               | -           | 2023             |